# Арсений (Смоленец)
Архиепи́скоп Арсе́ний (в миру Алекса́ндр Ива́нович Смоле́нец; 21 июля 1873, Варшава — 19 декабря 1937, Таганрог) — епископ Русской православной церкви, архиепископ Семипалатинский.

## Биография
Родился 21 июля 1873 года в Варшаве. Происходил из интеллигентной польской семьи. В молодые годы перешёл в Православие.
В 1896 году окончил юридический факультет Варшавского университета со степенью кандидата права, и назначен младшим кандидатом на служебные должности при Тверском Окружном суде.
В 1897 году — кандидат на судебную должность в Ладожском окружном суде.
C 1897 года — контролер Варшавского акцизного округа.
В 1899 году стал вольнослушателем Казанской Духовной Академии. В 1900 поступил в Казанскую духовную академию. С разрешения Святейшего Синода ему, как получившему высшее образование в Варшавском университете, предоставлено завершить богословское образование в течение двух лет.
В 23 марта 1902 года ректором Казанской духовной академии Алексием (Молчановым) пострижен в монашество, затем рукоположен во иеродиакона, иеромонаха.
В 1902 году окончил академию со степенью кандидата богословия с правом преподавания в семинарии и назначен преподавателем Казанской Духовной Семинарии.
Переведён на должность помощника смотрителя Клеванского Духовного Училища.
С 1903 года — инспектор Киевской Духовной Семинарии.
С 1905 года — ректор Александровской Духовной Семинарии в сане архимандрита.
С 1907 года — настоятель Белыничского Богородицкого монастыря Могилёвской епархии.
22 октября 1910 году хиротонисан во епископа Пятигорского, викария Владикавказской епархии.
С 17 апреля 1912 года — епископ Старицкий, викарий Тверской епархии.
В 1914 году временно управлял Тверской епархией.
С 7 сентября 1917 года — епископ Приазовский и Таганрогский, викарий Екатеринославской епархии.
В 1918—1919 годы был близок митрополиту Антонию (Храповицкому).
В мае 1919 года на Юго-Восточном Русском Церковном Соборе в Ставрополе избран членом Высшего Временного Церковного Управления Юго-Востока России. На том же соборе была образована самостоятельная Ростовская и Таганрогская епархией, а епископ Арсений становится её правящим епископом.
В марте 1922 года арестован по обвинению «противодействии изъятию церковных ценностей», ему был вынесен смертный приговор, который заменили 10-ю годами заключения. Заключение отбывал в Соловецком лагере особого назначения. Освобождён в 1925 году.
С 6 июня 1925 года временно управлял Минской епархией.
30 августа 1927 года — уволен на покой по прошению.
1 ноября 1927 года возведён в сан архиепископа с назначением на Ставропольскую епархию.
С 25 ноября 1927 года — архиепископ Сталинградский.
С 25 июня 1930 года — архиепископ Крымский (назначен на Феодосийскую кафедру).
11 августа 1931 года назначен архиепископом Орловским, но в управление епархией не вступал. С 27 июля 1932 года уволен на покой.
17 сентября 1935 года назначен архиепископом Семипалатинским, но на епархию не поехал по болезни.
Умер 19 декабря 1937 года. Погребен в Таганроге на городском кладбище.

## Публикации
- «Dupanloup (Felix-Antoine) и его педагогические воззрения. Кандидатская диссертация» // «Известия Казанской епархии». 1903. — № 3. — C. 19.
- Речь при наречении его во епископа Пятигорского, Владикавказской епархии // Прибавление к «Церковному Вестнику». 1910. — № 44. — C. 1843